# 봉성금씨변의비
봉성금씨변의비(鳳城琴氏辩疑碑)는 경상북도 안동시 도산면 단천리에 있다. 2013년 4월 9일 안동시의 문화유산 제66호로 지정되었다.